# Сіді та Хунцунь
Сіді і Хунцунь — два старовинні села в китайській провінції Аньхой, які краще за інших зберегли традиційне планування і дерев'яну забудову епох династій Мін і Цін. Є пам'яткою Всесвітньої спадщини ЮНЕСКО (з 2000 р.)
Особливий інтерес являє зв'язок селитьби з навколишніми водоймищами і продумана до дрібниць система меліорації. Сільські мешканці займалися не тільки сільським господарством, а й торгівлею, завдяки чому обидва поселення вважалися заможними.
Сьогодні села використовуються як декорація при зйомках фільмів на сюжети з китайської історії (зокрема «Тигр, що підкрадається, дракон, що зачаївся»).

## Галерея

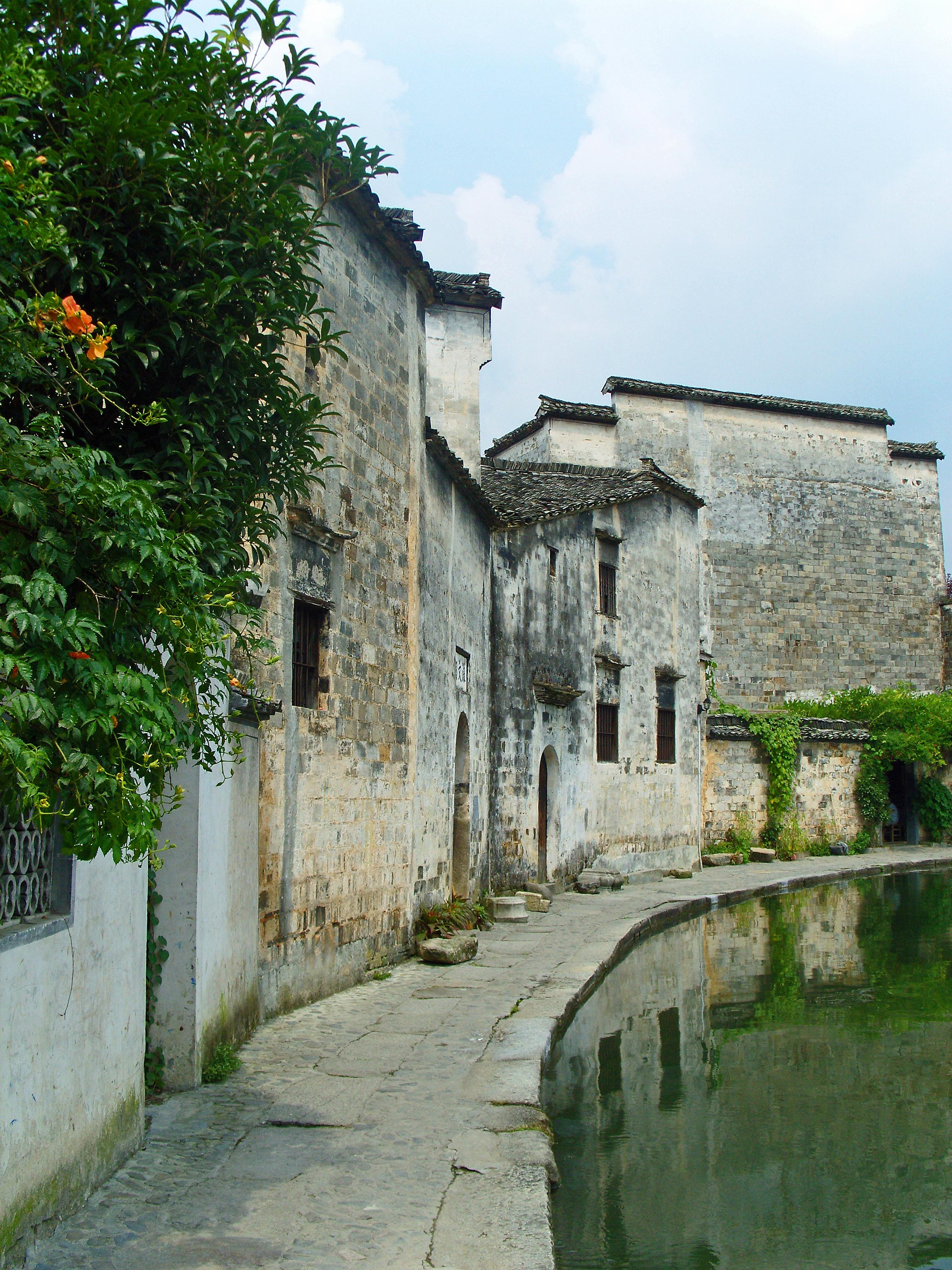
Хунцунь
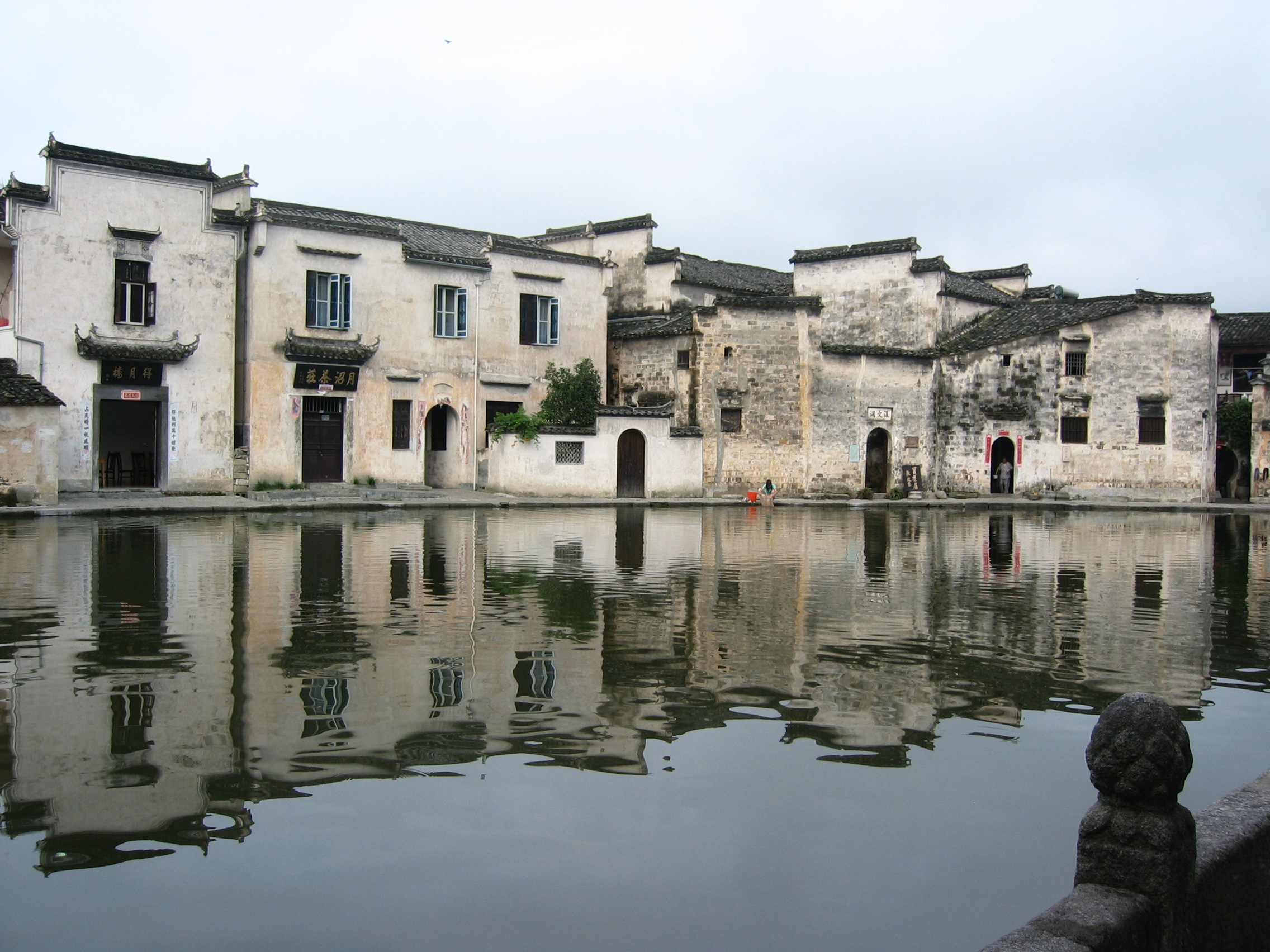
Хунцунь